# Ergonomi

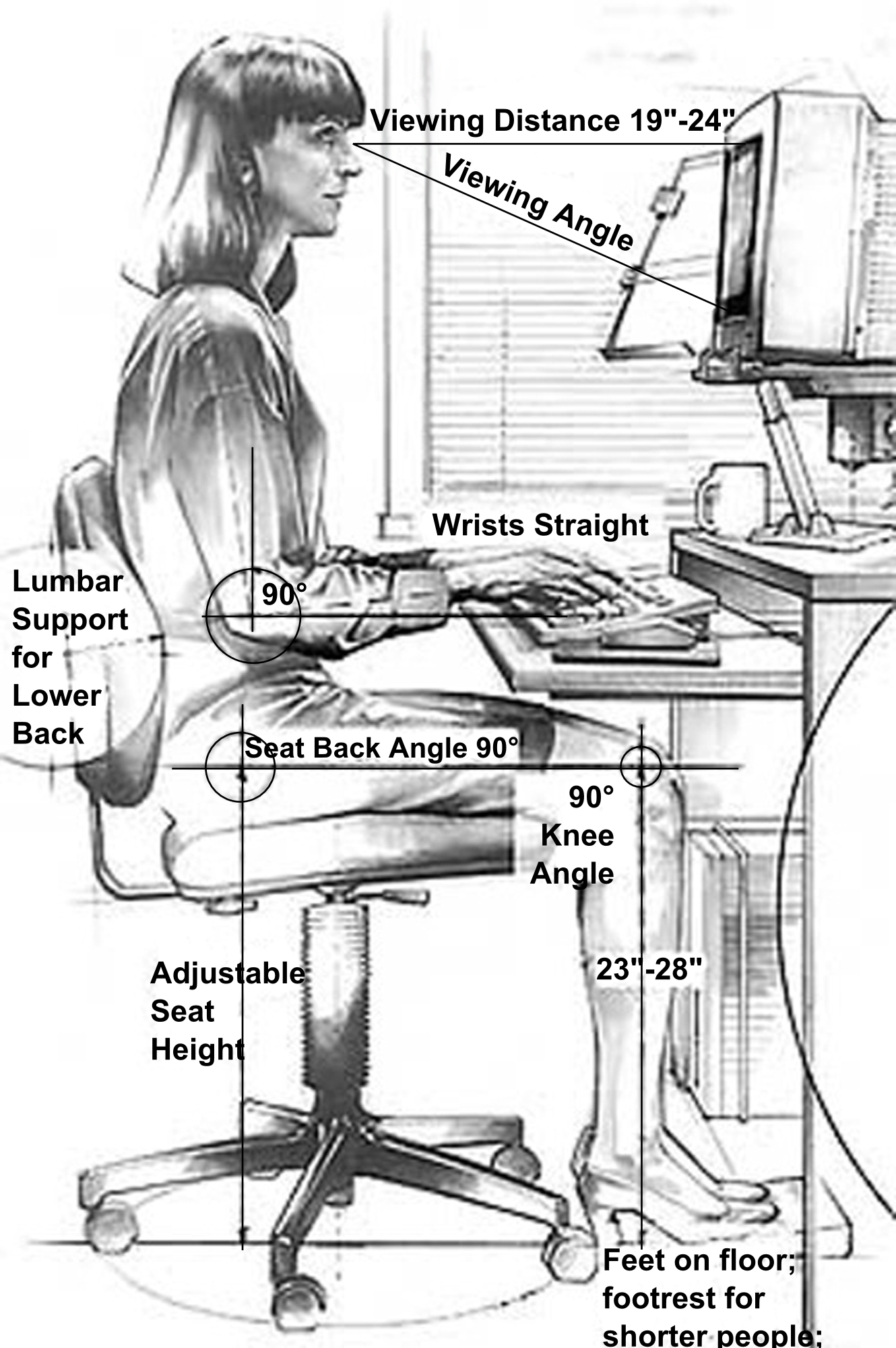
Instruktionsbild för ergonomisk ställning vid datorarbete.

Ergonomi (av klassisk grekiska ἔργον, ergon, "arbete", och νόμος, nomos, "lag", "regel") avser läran om hur arbetsredskap och arbetsmiljö påverkar människan. 
Ergonomi betyder läran om anpassning av arbete och miljö till människans behov och förutsättningar. Det kan handla om hur arbetsplatsen och arbetsmiljön ska se ut rent tekniskt för att inte slita på kroppen i onödan, till exempel arbetsställning, arbetshöjd, ljud, ljus och klimat men även hur kroppen används på ett riktigt sätt, till exempel skjuta, dra, lyfta, bära samt kroppshållning.
Det var på 1960-talet som man insåg att utformning av verktyg och liknande inte alltid var mest ändamålsenligt utformade. Främst började förare av till exempel lokomotiv och flygplan lida av felaktiga arbetsställningar och man började att undersöka hur förarsäten och instrumentpaneler var utformade. På 1970-talet hakade varvsindustrin på och såg över rörelserutinen i styrhytter. Designföretag anlitades för att utforma verktyg, alltifrån spadar och hackor till telefonlurar, så att de förutom att de skulle vara estetiskt tilltalande, också var formgivna för att sitta så väl som möjligt i användarens grepp. På 1990-talet uppstod behovet att i detalj justera arbetsställningen för kontorspersonal, då datorernas ökade användning ledde till att man mer än på skrivmaskinstiden ofta satt hela arbetsdagen intensivt koncentrerad i samma ställning.
Vid utbildning av telegrafister läggs stor vikt vid rätt sittställning, som är olika vid sändning och vid mottagning. Man tar då särskild hänsyn till skillnaderna mellan högerhänta och vänsterhänta personer.

## Belastningsskador och arbetsmiljö i Sverige
Belastningssjukdomarna är antagligen det största arbetsmiljöproblemet i västvärlden. I Sverige är uppskattningen att knappt 1,5 miljoner personer dagligen arbetar i påfrestande arbetsställningar, och av dem säger en fjärdedel att de upplever besvär. Varje år anmäls omkring 14 000 nya belastningsskador.
Det finns ett tydligt samband mellan värk i kroppen och arbetsmiljö. Belastningsskador uppstår ofta i samband med tunga lyft, upprepade rörelser och obekväma arbetsställningar. Högt arbetstempo och stress kan också bidra till att man får värk och ont i kroppen. 
Enligt arbetsmiljölagen har alla arbetsgivare ansvar för att förebygga ohälsa och olycksfall och skapa en god arbetsmiljö. Ergonomi handlar om att anpassa jobbet efter människan – inte tvärtom. Och eftersom alla människor är olika måste arbetsmiljön anpassas efter varje enskild person. Dubbelt så många kvinnor som män får ont i kroppen på jobbet. Huvudorsaken är att de har mer ensidiga arbetsuppgifter. Män har lika mycket ryggproblem som kvinnor, om de utför samma arbetsuppgifter som kvinnorna. Fler kvinnor än män uppger också att de inte själva kan bestämma sin arbetstakt; att sakna kontroll över arbetet gör att belastningsskador lättare uppkommer. För att undvika att få ont i kroppen krävs ordentliga kunskaper om lämpliga arbetsställningar, olika arbetsutrustningar och hjälpmedel i arbetet. Det är också viktigt att kunna anpassa arbetstempot och anpassa arbetsplatsens utformning efter sina egna förutsättningar och att träna upp kroppens muskler.